# Robert Gould Shaw Memorial
Il Robert Gould Shaw Memorial (denominato anche Memorial to Robert Gould Shaw and the Massachusetts Fifty-Fourth Regiment) è una scultura in rilievo in bronzo opera di Augustus Saint-Gaudens.
Situata al "24 Beacon Street" di Boston (ai margini del Boston Common), raffigura il colonnello Robert Gould Shaw assieme al suo 54th Regiment Massachusetts Volunteer Infantry il quale marciò attraverso Beacon Street il 28 maggio del 1863. Venne inaugurato ufficialmente il 31 maggio del 1897.

## Nei media popolari
Il memoriale è stato raffigurato nella scena dei titoli di coda del film del 1989 Glory - Uomini di gloria.
Il Robert Gould Shaw Memorial viene menzionato nella famosa poesia di Robert Lowell intitolata For the Union Dead con un disegno del rilievo che appare sulla copertina della prima edizione del libro omonimo.
È stato utilizzato anche come sfondo per il francobollo statunitense in onore dell'autore e poeta Stephen Vincent Benét nel 100º anniversario della sua nascita, nel 1998.